# 이고리 시코르스키
이고르 이바노비치 시코르스키(Igor’ Ivanovich Sikorsky,러시아어: Игорь Иванович Сикорский, 우크라이나어: Ігор Іванович Сікорський, 1889년 5월 25일 ~ 1972년 10월 26일)는 러시아계 미국인으로 회전익기와 고정익기 두 항공기 분야의 선구자이다.
1913년 세계 최초의 다엔진 고정익기인 'Russky Vityaz'를 설계하고 날게 했다. 미국으로 이민온 후 1923년 시코르스키 항공을 설립했고, 1930년대에 팬아메리칸 에어웨이즈(Pan American Airways)의 대양 정복 비행정을 처음으로 개발했다. 1940년 오늘날 대부분의 헬리콥터가 사용하는 로터의 형태를 개척한 최초의 실용적인 미국 헬리콥터인 VS-300을 설계하고 날게 했다. 1942년 이 설계를 수정하여 세계 최초로 대량 생산한 헬리콥터가 된 시코르스키 R-4를 만들었다.

## 저서
- Sikorsky, Igor Ivan. The Message of the Lord's Prayer. New York: C. Scribner's sons, 1942. OCLC 2928920
- Sikorsky, Igor Ivan. The Invisible Encounter. New York: C. Scribner's Sons, 1947. OCLC 1446225
- Sikorsky, Igor Ivan. The Story of the Winged-S; Late Developments and Recent Photographs of the Helicopter, an Autobiography. New York: Dodd, Mead, 1967. OCLC 1396277

## 같이 보기
- 시코르스키 항공
- 시코르스키상

## 참고자료
- Spenser, Jay P. Whirlybirds, A History of the U.S. Helicopter Pioneers. University of Washington Press, 1998. ISBN 0-295-97699-3.
- Woods, Carlos C. "Igor Ivan Sikorsky". Memorial Tributes. National Academy of Engineering. Washington, D.C.: The Academy, 1979. pp. 253-266. OCLC 175306676

## 추가 문헌
- Sikorsky's autobiography, The Story of the Winged S. (originally published 1938; updated editions, various years up to 1948)
- Frank J. Delear, Igor Sikorsky: His Three Careers in Aviation (New York, 1969) - described as "the only biography"